# 显脉星蕨
显脉星蕨（学名：Neolepisorus zippelii）也称戚氏星蕨，为水龙骨科盾蕨属下的一个种。